# Chrysobothris kotoensis
Chrysobothris kotoensis es una especie de escarabajo del género Chrysobothris, familia Buprestidae. Fue descrita científicamente por Miwa & Chûjô en 1940.